# Charles Blagden
Charles Blagden (Wooten-under-Edge, Gloucestershire, Anglaterra, 1749 — Arcueil, 1820) va ser un metge i químic anglès. Va servir com a metge militar a l'exèrcit (1776-1780) i més tard secretari de la Royal Society (1784–1797). El 1788 va guanyar la Medalla Copley.
És conegut per l'enunciat de la llei de Blagden segons la qual a temperatures baixes la disminució de la temperatura de solidificació d'una solució és proporcional a la concentració de solut (vegeu Descens crioscòpic).